# لیدیا بلقاسمی
لیدیا بلقاسمی (زادهٔ ۲ مارس ۱۹۹۴) بازیکن فوتبال اهل الجزایر است.
وی همچنین در تیم‌های ملی فوتبال France women's national under-17 football team, France women's national under-19 football team، و Algeria women's national football team بازی کرده‌است.